# Andrzej Zieliński (chemik)
Andrzej Zieliński (ur. 1 lipca 1947 w Gdyni) – polski profesor, chemik, specjalizuje się z zakresu materiałów do pracy w ekstremalnych środowiskach i biomateriałów. Prorektor ds. współpracy i programów międzynarodowych Politechniki Gdańskiej (kadencja: 2008–2012).
W 1971 ukończył studia na Wydziale Chemicznym Politechniki Gdańskiej. W 1976 obronił doktorat w Instytucie Chemii Fizycznej PAN. Pracę habilitacyjną Wpływ wodoru na tarcie wewnętrzne wybranych metali obronił w 1990 na Wydziale Chemii i Fizyki Technicznej WAT w Warszawie. W latach 1982–1993 był zatrudniony w Wyższej Szkole Morskiej w Gdyni. Od 1994 wykładowca Politechniki Gdańskiej, od 2003 profesor zwyczajny.